# باول ماسون (سياسي)
باول ماسون (بالإنجليزية: Paul Mason)‏ هو دبلوماسي وسياسي بريطاني، ولد في 11 يونيو 1904، وتوفي في 14 مايو 1978 في المملكة المتحدة. انتخب Permanent Representative of the United Kingdom to the Disarmament Conference ‏ (1963 – 1964) وانتخب Permanent Representative of the United Kingdom to NATO ‏ (1960 – 1963) وانتخب سفير المملكة المتحدة لدى بلغاريا (1949 – 1951).

## روابط خارجية
- باول ماسون على موقع مونزينجر (الألمانية)